# Körösvajda

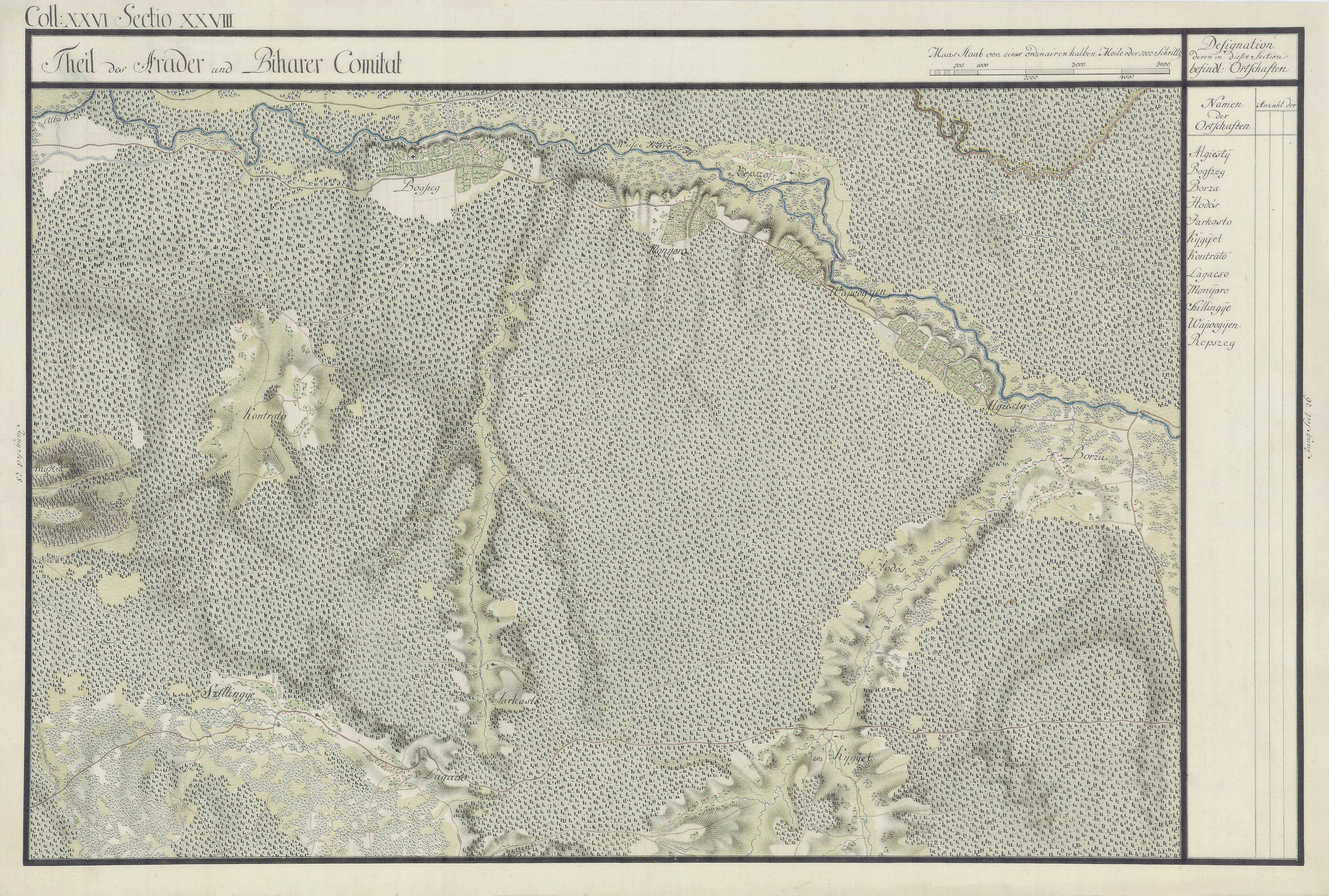
Körösvajda egy régi térképen

Körösvajda (Voivodeni), település Romániában, a Partiumban, Arad megyében.

## Fekvése
Borosjenőtől délkeletre, Monyoró és Áldófalva közt fekvő település.

## Története
1880-ban 255 lakosából 245 román volt. 1910-ben 331 lakosából 315 román, 16 magyar volt. Ebből 313 görögkeleti ortodox, 19 római katolikus volt.
A trianoni békeszerződés előtt Arad vármegye Borosjenői járásához tartozott.
1956-ban 279 lakosa volt. Az 1992-es népszámláláskor 168 lakosából 167 román, 1 magyar volt.